# Profesor de canto

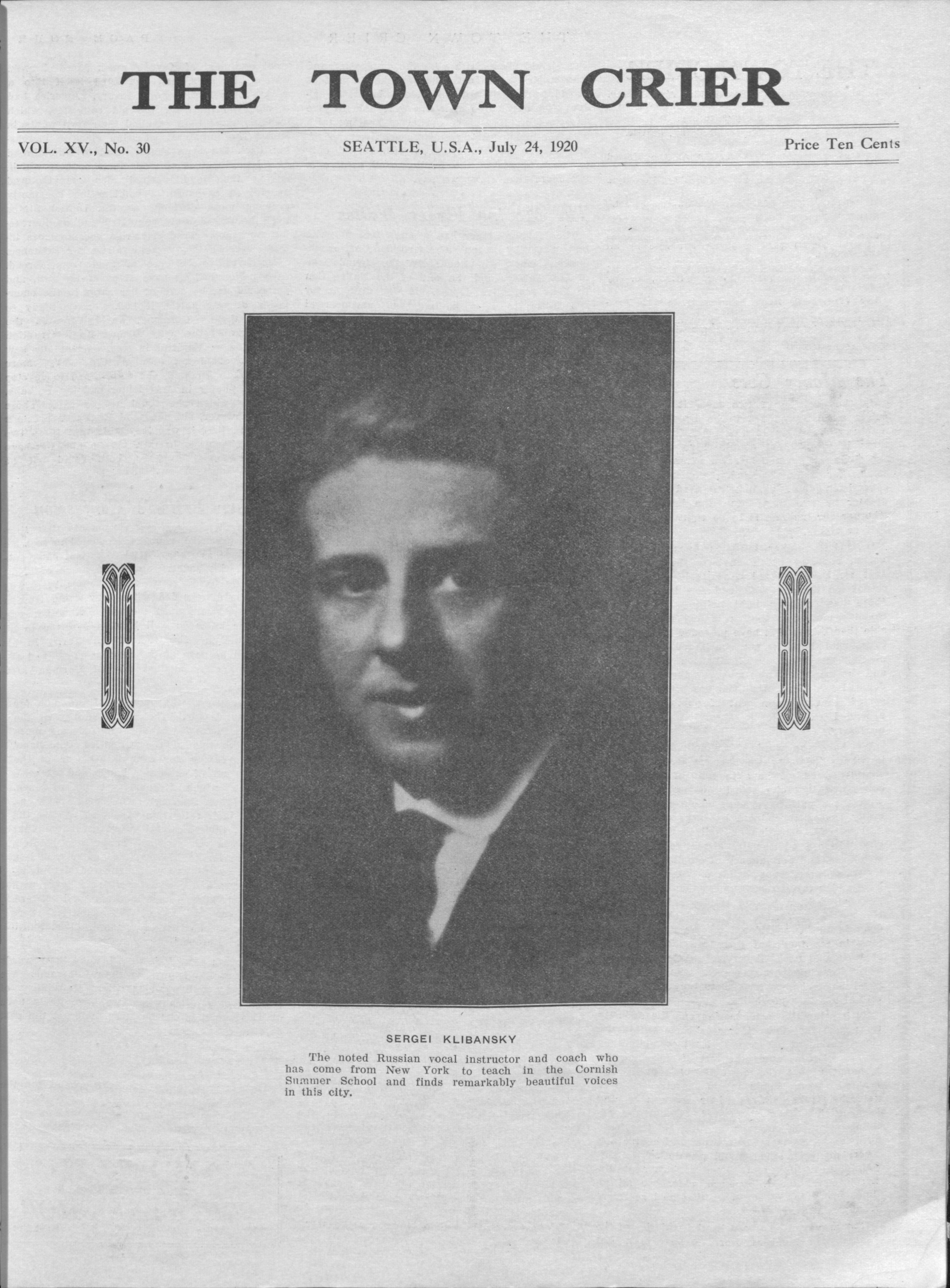
El profesor de canto Sergei Klibansky

Un profesor de canto o profesor de voz es un instructor musical que ayuda a adultos y niños en el desarrollo de sus habilidades para el canto.

## Trabajo típico
Un profesor de canto trabaja con un estudiante de canto para mejorar las diversas habilidades involucradas en el canto.
Estas habilidades incluyen control y apoyo de la respiración, producción y resonancia del tono, control del tono y entonación musical, formación adecuada de vocales y consonantes, así como claridad de las palabras, combinación de los diversos rangos altos y bajos de una voz (llamada «registro»), la atención a la notación y fraseo musical, el aprendizaje de canciones, así como una buena postura y salud vocal. El profesor de canto puede operar en un estudio privado o estar afiliado a una facultad de colegio o universidad.

## Roles
Los estudiantes generalmente comienzan la instrucción vocal después de que sus voces se han asentado en los últimos años de la adolescencia. Parte del trabajo de cualquier profesor de canto es conocer lo suficientemente bien las características vocales de un alumno como para identificar su tipo de voz. Las mujeres suelen clasificarse en una de tres categorías: soprano, mezzosoprano y contralto. Las voces masculinas se dividen en cuatro categorías: contratenor, tenor, barítono y bajo. Sin embargo, los cantantes más maduros y experimentados que hayan completado su formación profesional generalmente pueden beneficiarse de la instrucción vocal continua. En este punto se suele denominar entrenamiento vocal. Un entrenador vocal puede ayudar a un estudiante a aprender un nuevo repertorio o ayudarlo a aprender dicción en diferentes idiomas. Los entrenadores vocales también pueden ayudar a los vocalistas a mejorar su técnica de canto, cuidar y desarrollar su voz y prepararse para la interpretación de una canción u otro trabajo.

## Formación y experiencia
La formación y educación de los profesores de canto varía ampliamente. Los profesores generalmente están formados en pedagogía vocal, el estudio de la enseñanza del canto. Algunos profesores de canto son miembros de asociaciones profesionales. Algunos profesores de canto tienen una amplia formación formal, como una Licenciatura en Música, una Maestría en Música, un diploma de Conservatorio o títulos en áreas afines, como lenguas extranjeras, o diplomas en cinética humana, técnicas posturales o métodos de respiración. Varias universidades estadounidenses ofrecen ahora títulos de posgrado en pedagogía vocal. Los programas en universidades más pequeñas incluyen el Conservatorio de Boston, el conservatorio de música de la Universidad Shenandoah y el Westminster Choir College, y hay programas en varias universidades grandes, como la Universidad Estatal de Arizona, la Universidad del Norte de Texas, la Universidad Estatal de Ohio y la Universidad de Iowa.
Por otro lado, algunos profesores de canto pueden tener poca formación formal, por lo que dependen de su amplia experiencia como intérpretes. Por ejemplo, algunos cantantes tenían décadas de experiencia en el escenario solista antes de convertirse en profesores de canto, en recitales, oratorios, óperas, operetas o teatro musical.
Los profesores de canto también pueden llegar a su profesión a través de profesiones musicales afines. Algunos profesores de canto comenzaron como pianistas de ensayo y adquirieron décadas de experiencia acompañando a cantantes de diferentes estilos. Además, algunos profesores de canto aprenden su oficio comenzando como directores de coro, teatro musical o sinfónica.
El campo de los profesores de canto es competitivo, especialmente en los niveles profesionales más altos. Los salarios varían mucho, al igual que las condiciones de trabajo. Si bien un pequeño número de profesores de canto de primer nivel pueden obtener salarios muy altos por hora o por día, la mayoría de los profesores de canto, como la mayoría de los demás profesionales de la música y las artes, tienden a tener salarios inferiores al promedio de otras profesiones que requieren una cantidad similar de educación y experiencia., como economistas o directores de bancos. Las condiciones laborales varían ampliamente, desde trabajos independientes a tiempo parcial u ocasionales enseñando a cantantes individuales, hasta contratos de tiempo completo o trabajos de varios años para universidades que enseñan a estudiantes de interpretación vocal.